# Manor MRT05
O  Manor MRT05  é um monoposto de corrida construído pela equipe Manor, para a  Temporada de Fórmula 1 de 2016 o lançamento do carro foi no dia 22 de fevereiro no Circuito da Catalunha em  Montmeló na Espanha, o nome MRT faz referência ao novo nome da equipe Manor Racing Team. A pintura, por sua vez, tem algumas diferenças do que a Manor levou às pistas nos últimos anos. Ao branco e vermelho, somou-se um importante aumento do azul. O layout tem as cores da bandeira da Grã-Bretanha, mais um passo na mudança de identidade pela qual o time certamente tem a vontade de passar nos próximos meses.
A Manor correrá sua primeira temporada com o Motor Mercedes depois de correr a temporada de 2015 com um motor Ferrari de 2014 , com isso a equipe espera ter um grande ganho em desempenho que desde sua estreia no Mundial de Fórmula 1 e muito abaixo do nivel competitivo da categoria.
A equipe anúnciou no dia 10 de Fevereiro que o piloto alemão Pascal Wehrlein será um dos pilotos a pilotar o MRT05. No dia 18 de fevereiro anunciou o piloto indonésio Rio Haryanto como piloto titular da equipe e posteriormente, por Esteban Ocon.

## Desempenho
O modelo usado em 2015 que era o da Marussia de 2014, equipado com a unidade motriz da Ferrari também daquela temporada, muito menos eficiente que a atual, em cerca de 100 cavalos. Surpreendentemente, o modelo MRT05, era equipado com unidade motriz Mercedes, não estava totalmente montado, ainda.
Com estrutura pequena, patrocinadores escassos, orçamento limitadíssimo e pouca experiência, a Manor ainda não é capaz de construir um carro competitivo na F1.

## Estatísticas
| X              | Pascal Wehrlein | Rio Haryanto | Esteban Ocon |
| Pontos         | 1               | 0            | 0            |
| Vitórias       | 0               | 0            | 0            |
| Pole Positions | 0               | 0            | 0            |
| Volta Rápida   | 0               | 0            | 0            |
| Pódios         | 0               | 0            | 0            |
| Abandonos      | 5               | 3            | 0            |